# Geni
Geni е интерактивна услуга, позволяваща да се създават родословни дървета онлайн и да се интегрира собственото дърво с родословията на други участници. За живите към момента роднини, нанесени в дървото на потребителя, по подразбиране се предполага възможността те да бъдат канени да се присъединят към съответния клон. Те на свой ред могат да канят други роднини, и така нататък. С появяването на нови роднини генеалогичното дърво на потребителите ще продължава да расте.
Всеки член от семейството има свой профил, който може да се преглежда, като се кликне на името му в дървото. Членовете на семейството могат да виждат информацията един за друг и да си пишат. Членовете на семейството могат също да си обменят информация и да работят заедно по създаване на профили на общи предци.
Geni се задължава да не предава лична информация, в това число адреси на електронна поща, на трети страни. По подразбиране създаваните профили на починали хора са публични, а на живите са скрити и са видими само за роднините и за служителите на Geni.
Geni е основана през януари 2007 г. от бивши специалисти, разработили PayPal, Yahoo!. В развитието на проекта през март 2007 г. са вложени $10 млн.
Към началото на септември 2012 г. в световното дърво на сайта са обединени над 64 млн профила.
През ноември 2012 г. Geni е купена от компанията MyHeritage.
Към ноември 2017 г. профилите вече са 115 млн., създадени от над 11 млн потребители, повечето от които на възраст над 49 години.